# Sara Shane
Sara Shane (gebürtig: Elaine Sterling; * 18. Mai 1928 in St. Louis, Missouri; † 31. Juli 2022 in Gold Coast, Australien) war eine US-amerikanische Schauspielerin, Unternehmerin und Autorin. In den 1950er und 1960er Jahren wirkte Shane als Darstellerin in mehr als 20 Filmen und Fernsehserien mit. Seit ihrem Karriereende im Jahr 1964 war sie im Bereich der Alternativen Krebsbehandlung tätig und trug den Namen Elaine Hollingsworth.

## Leben
Sarah Shane gab ihr Filmdebüt 1948 noch unter ihrem bürgerlichen Namen Elaine Sterling in kleinen Rollen der von Metro-Goldwyn-Mayer produzierten Musical Osterspaziergang. Es folgten kleine Auftritte in Filmen wie Die unvollkommene Dame und Neptuns Tochter. Nach dem Auslaufen ihres Filmvertrags im Jahr 1949 folgte für Shane eine fünfjährige Pause, ehe sie 1954 zu Universal Pictures wechselte und dort noch im selben Jahr ihre erste größere Rolle als Valerie in Die wunderbare Macht erhielt. Ihr Auftritt als Pat in der Musikkomödie Daddy Langbein von 1955 blieb jedoch im Abspann ungenannt.
Zu Sara Shanes bekanntesten Rollen zählt die der Oralie McDade im 1956 erschienenen Western Poker mit vier Damen an der Seite von Clark Gable und Eleanor Parker sowie als Angie in Tarzans größtes Abenteuer aus dem Jahr 1959. Sie wirkte zudem als Gastdarstellerin in Fernsehserien mit, darunter 1961 in einer Folge von Perry Mason.
Nach ihrem Karriereende im Jahr 1964 legte Sara Shane ihren Künstlernamen ab und nannte sich fortan Elaine Hollingsworth. Den Nachnamen hatte sie von ihrem früheren Ehemann übernommen. 1970 wurde Hollingsworth zur Geschäftspartnerin ihrer Schauspielkollegin Yvette Mimieux im Bekleidungsunternehmen Partners in Paradise in Los Angeles, dessen Einnahmen unter anderem an Hilfsprojekte in Haiti gingen.
Hollingsworth ließ sich 1980 im australischen Queensland nieder und wurde Direktorin des Hippocrates Health Centre, das sich auf die umstrittene Alternative Krebsbehandlung spezialisiert hat. Sie war auch als Buchautorin tätig und veröffentlichte neben einem 1974 erschienenen Roman mit dem Namen Zulma Bücher über Alternative Behandlungsmethoden. Hollingsworth war bis ins hohe Alter als Direktorin des Hippocrates Health Centre tätig.
Elaine Hollingsworth war von 1949 bis zur Scheidung im Jahr 1957 mit dem Geschäftsmann William I. Hollingsworth junior verheiratet und wurde Mutter eines Sohnes.
Wie erst am 21. September 2022 bekannt wurde, starb Shane bereits am 31. Juli desselben Jahres im australischen Gold Coast.

## Filmografie (Auswahl)
- 1948: Osterspaziergang (Easter Parade)
- 1948: Die unvollkommene Dame (Julia Misbehaves)
- 1949: Neptuns Tochter (Neptune’s Daughter)
- 1954: Die wunderbare Macht (Magnificent Obsession)
- 1954: Attila, der Hunnenkönig (Sign of the Pagan)
- 1955: Daddy Langbein (Daddy Long Legs)
- 1956: Three Bad Sisters
- 1956: Heißer Süden (The King and Four Queens)
- 1956: Johnny Moccasin
- 1957: Affair in Havana
- 1959: Tarzans größtes Abenteuer (Tarzan’s Greatest Adventure)
- 1961: Perry Mason (Fernsehserie, eine Folge)
- 1961: Alfred Hitchcock präsentiert (Alfred Hitchcock Presents; Fernsehserie, eine Folge)
- 1964: Die Seaview – In geheimer Mission (Voyage to the bottom of the sea; Fernsehserie, eine Folge)